# Lycopodiella cernua
Lycopodiella cernua é uma espécie de pteridófito pertencente à família Lycopodiaceae.

## Distribuição
Esta espécie apresenta a distribuição natural mais alargada entre todas as espécies da respectiva família, ocorrendo em praticamente todas as regiões tropicais e subtropicais, onde em geral ocorrem em zonas pantanosas.
Ocorre nas ilhas açorianas de São Miguel, Terceira, Pico e Faial onde é conhecida pelo nome comum de pinheirinho, musgão e musgo-do-mato. Surge também na ilha da Madeira e em muitas regiões tropicais. Na Europa surge ainda na Sicília e em algumas regiões costeira da Península Ibérica.
Lycopodiella cernua é por vezes cultivada.